# Institut Europeu per a la Igualtat de Gènere
L'Institut Europeu per a la Igualtat de Gènere és una agència de la Unió Europea que vetlla pel respecte de la igualtat de gènere en els Estats membres de la Unió.

## Història
Fou creat el 2005 pel Consell de la Unió Europea i el Parlament Europeu, entrant en funcionament l'abril de 2007. La seva seu està situada a la ciutat lituana de Vílnius.

## Funcions
Finançat per la Comissió Europea, amb un pressupost de 52,5 milions d'euros per al període 2007-2013, aquesta agència dona suport a les institucions de la Unió Europea i els Estats membres en la promoció de la igualtat entre dones i homes així com lluitar contra la discriminació per raó de sexe. L'Institut és l'encarregat de recollir, analitzar i difondre la recerca fiable i comparable de dades i la informació que necessiten els encarregats de formular polítiques.
Està format pere 6 membres del Parlament Europeu, 6 membres de la Comissió Europea i tres representants de la societat civil.